# 七ツ森古墳群

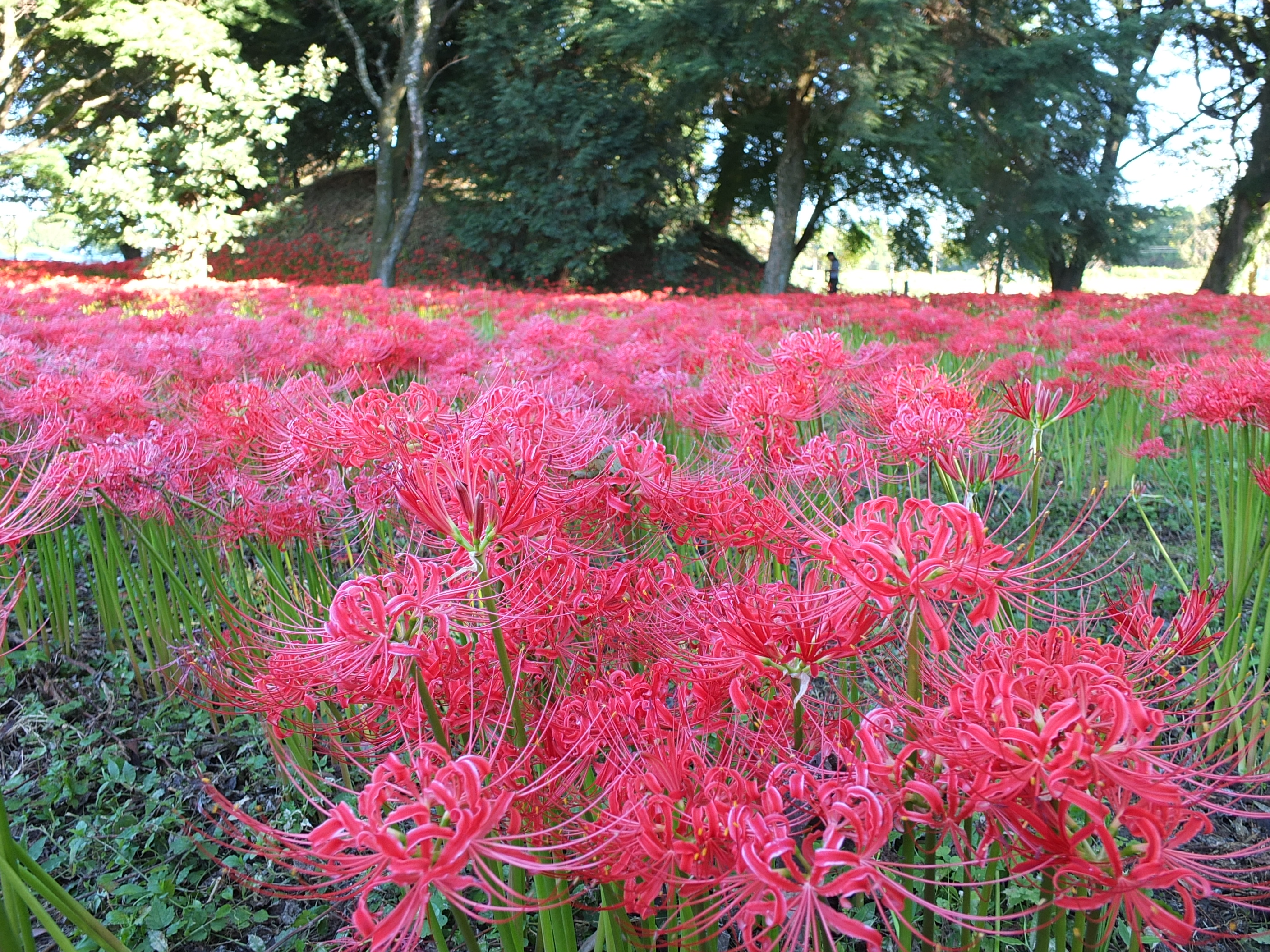
七ツ森古墳群とその周囲の彼岸花。

七ツ森古墳群（ななつもりこふんぐん）は、大分県竹田市菅生にある古墳群。1959年（昭和34年）5月13日に国の史跡に指定されている。

## 概要
竹田市西部の菅生地区の台地上の国道57号沿いにある古墳群である。元来は、その名の通り7基の古墳があったと考えられているが、現存するのは円墳2基（A、D号墳）、前方後円墳2基（B、C号墳）の計4基のみである。
最西端にあるA号墳は、直径20メートル、高さ4メートルの円墳で、発掘された舟形式石棺の石枕が小さいこと等から、被葬者は生後間もない幼児であると考えられている。
B号墳は、全長51メートルで、後円部の径28メートル、高さ6メートル、前方部の幅8メートル、高さ3メートルと、前方部が細長い柄鏡式前方後円墳である。後円部の中央から組合式石棺1基が発見されており、中には伸展葬された成人男子の遺骸1体が納められていた。
2基の前方後円墳からは、1924年（大正13年）に行われた調査の際に、副葬品として、6枚の銅鏡、勾玉、碧玉製釧（くしろ）、鹿角装刀子（とうす）などが出土している。このうち、碧玉製釧は、破砕されて遺骸付近に散布された状態で発見されたもので、九州では出土例が少ないものである。
この古墳は、その形式、石棺の構造、出土品などから、古墳時代前期に造成された豊肥地区で最古の畿内型古墳であると推定されている。また、出土品の碧玉製釧も機内との関連を推測させるものである。

## 彼岸花
現在の七ツ森古墳群は、その周囲に植えられた20万本にも及ぶ彼岸花の名所としても知られている。